# Santi Cosma e Damiano de Monte Granato
Santi Cosma e Damiano de Monte Granato era uma obscura igreja de Roma que ficava localizada em local incerto na Via delle Coppelle, perto da igreja de San Salvatore alle Coppelle, no rione Sant'Eustachio de Roma. Era dedicada aos Santos Cosme e Damião. Provavelmente foi demolida ainda no século XVI.

## História
Esta igreja aparece no Catalogo di Cencio Camerario, uma lista de igrejas romanas compilada por Cencio Savelli (1192), com o nome de Sco. Cosme Montis granatorum, no Catalogo di Torino (c. 1320) como Ecclesia sanctorum Cosme et Damiani de Monte Gravato e no Catalogo del Signorili (c. 1425) como Sci. Cosmae de Montegranato.
Segundo Mariano Armellini, a localização de "Monte Granato" é desconhecida, mas não era distante do local conhecido como "Posterula", pois Santi Cosma se juntou a Santa Maria in Posterula e San Biagio in Posterula na controvérsia entre Sant'Apollinare e San Lorenzo in Damaso. Pelos catálogos de Torino e de Signorilli, supõe-se que ficava perto de San Salvatore alle Coppelle.
Em 1560, a Università dei Barbieri, a guilda dos barbeiros (em italiano:  gonfalone), se mudou para esta igreja vinda da antiga Santi Cosma e Damiano in Banchi.